# Dorpsstraat 145 (Nieuwe Niedorp)
Het woonhuis aan de Dorpsstraat 145 in de Noord-Hollandse plaats Nieuwe Niedorp is een gemeentelijk monument in gemeente Hollands Kroon. Het pand is gebouwd in 1584 voor Pieter Jan Smits en deed oorspronkelijk dienst als woonhuis en later ook als winkelpand. Van 1863 tot 2006 was de woning het onderkomen van de predikant van de naastgelegen Doopsgezinde Kerk.

## Geschiedenis
Het woonhuis werd gebouwd in 1584 voor Pieter Jan Smits. In 1654 werd het pand een secretariewoning nadat gemeentesecretaris Reyer van der Bijll het voor een som van fl. 1.250,- kocht. Notaris en gemeentesecretaris Leonardus van der Beets werd in 1696 voor fl. 1.600,- de nieuwe eigenaar van de woning. In de 18e eeuw bleef het pand in bezit van de familie Van der Beets, waaronder erfgenaam Cornelis van der Beets, die schepen en chirurgijn van beroep was. Tijdens de eerste helft van de 19e eeuw fungeerde het woonhuis tevens als kruidenierswinkel van Willem Zandveld en Aagje Bleeker. In 1863 kwam het pand in bezit van de Doopsgezinde Kerk die het verbouwde tot pastorie. In de 19e eeuw had de voorgevel een bakstenen onderpui en houten voorschot. De uitbreiding onder platdak aan de achterzijde is van 1879. De neorenaissancicistische trapgevel met glas-in-lood ramen is opgetrokken in 1908. De voordeur en vensters zijn daarbij op hun oorspronkelijke plaats gelaten. Op 29 juni 2021 de voormalige pastorie opgenomenen in het monumentenregister van Hollands Kroon onder nummer 1204.